# Anna Levine
Anna Kluger Levine (* 18. September 1953 in New York) ist eine US-amerikanische Schauspielerin, die auch unter den Namen Anna Levine Thomson und Anna Thomson arbeitet.
Bekannt wurde sie vor allem durch den Film Sue – Eine Frau in New York. In dem 1997 unter der Regie von Amos Kollek gedrehten Film spielt sie "Sue", eine attraktive Frau von Anfang 40, die sich im kalten New York verliert. Danach übernahm sie weitere Hauptrollen in Filmen von Kollek, zum Beispiel in Bridget (2002).
Davor spielte sie zahlreichen Nebenrollen, unter anderem in so bekannten Filmen wie Wall Street (1987), Eine verhängnisvolle Affäre (1987), Erbarmungslos (1992) und True Romance (1993).

## Filmografie (Auswahl)
- 1980: Heaven’s Gate
- 1985: Susan… verzweifelt gesucht (Desperately Seeking Susan)
- 1985: Die zweite Wahl – Eine Romanze (Murphy’s Romance)
- 1987: Eine verhängnisvolle Affäre (Fatal Attraction)
- 1987: Wall Street
- 1988: Talk Radio
- 1989: Warlock – Satans Sohn (Warlock)
- 1990: Julia und ihre Liebhaber (Tune in Tomorrow…)
- 1992: Erbarmungslos (Unforgiven)
- 1993: True Romance (True Romance)
- 1994: The Crow – Die Krähe (The Crow)
- 1994: Juniors freier Tag (Baby's Day Out)
- 1995: Bad Boys – Harte Jungs (Bad Boys)
- 1995: Angus – voll cool (Angus)
- 1996: Jung, weiblich, gnadenlos (Jaded)
- 1997: Six Ways to Sunday
- 1997: Sue – Eine Frau in New York (Sue)
- 1998: Fiona
- 2000: Fast Food Fast Women
- 2000: Tropfen auf heiße Steine (Gouttes d'eau sur pierres brûlantes)
- 2002: Bridget
- 2009: American Widow
- 2012: Social Anxiety